# Team Koopjesdrogisterij.nl
Team Koopjesdrogisterij.nl was een schaatsploeg onder leiding van technisch manager Jarno Meijer en hoofdtrainer Johan de Wit. Adviseur voor training, marketing en organisatie was oud-sprinter Jan Bos. In seizoen 2013/2014 werd Arjan Samplonius assistent-trainer.
Van 2009 t/m 2012 was hoofdsponsor 1nP, actief in de geestelijke gezondheidszorg, en cosponsor Maple Skate. Op 14 maart 2012 liet 1nP weten te zullen stoppen met de sponsoring. Het team wil wel door en heeft naast de leden Hermans, Van Alphen en Van Beek ook interesse in Ted-Jan Bloemen. Op 9 juli 2012 maakte de ploeg bekend bezig te zijn met een doorstart onder de naam Project 2018. In seizoen 2014/2015 heette de ploeg Team New Balance en in seizoen 2015/2016 Koopjesdrogisterij.nl.

## Geschiedenis
In 2009 startte Michiel Wienese het schaatsteam 1nP-Engenius. Dit team bestond uit voornamelijk schaatsers van het gewestelijk team NH-U, naar voorbeeld van VPZ en het Gewest Groningen. Het schaatsteam deed zijn intrede in het seizoen 2009/2010 met gelijk goede resultaten. Annouk van der Weijden en Arjen van der Kieft plaatsten zich op het NK Afstanden voor de World Cup 5.000m en respectievelijk 10.000m. Arjen van der Kieft dwong op het OKT een startplaats voor de 10.000m af op de Olympische Winterspelen in Vancouver. Op 3 december 2009 maakte de ploeg bekend een B-licentie te willen aanvragen bij de KNSB.
In de zomer van 2010 zijn er verschillende schaatsers het team komen versterken. Ook Arjen van der Kieft trainde met 1nP. Het management van het team werd gedaan door Michiel Wienese namens Skate For You. Sponsor 1nP hielp het team ook met de mentale begeleiding.
Op het NK afstanden 2011 (in november 2010) won 1nP geen medailles, maar wel plaatsten drie schaatsers zich voor de wereldbekerwedstrijden, namelijk Van der Kieft, Van der Weijden en Hein Otterspeer. Na een woelige transferperiode begon het team aan het seizoen 2011-2012 met een totaal nieuwe ploeg. Daar wist Ben Jongejan de derde plek te behalen op het NK Allround 2012. Op het NK Allround 2013 won Lucas van Alphen de 500 meter in 36,17.
Voor seizoen 2013/2014 wilde de ploeg zich ook manifesteren met een marathonteam. Hiervoor waren kopvrouw Irene Schouten, zusje Kelly Schouten, Paula Mol en Carlijn Achtereekte. Voor Achtereekte waren de marathonwedstrijden vooral training voor de langebaan.
In seizoen 2014/2015 heette het team New Balance met trainers Johan de Wit, Arjan Samplomius en Toshiaki Imamura. Met deze Japanse trainer kwamen er ook drie Japanse pupillen bij de ploeg. Rhian Ket stopte met schaatsen, Carlijn Achtereekte ging naar de nieuwe ploeg Clafis en Ted-Jan Bloemen ging in Canada schaatsen. Naast de Japanse schaatsers kwamen Linda de Vries van TVM en Bob de Jong van BAM het team versterken.
In seizoen 2015/2016 heette het team Koopjesdrogisterij. Aan het einde van het seizoen stopte Koopjesdrogisterij met de sponsoring. De schaatsers mochten uitkijken naar een andere ploeg. 

## Schaatsers
Op chronologische volgorde.
- Sanne Delfgou (2009–2010)
- Irene Schouten (2009–2010 en 2012–2015)
- Tom Schuit (2009–2010)
- Mark Ooijevaar (2009–2010)
- Maarten Hitman (2009–2010)
- Annouk van der Weijden (2009–2011 en 2013–2015)
- Marit Dekker (2009–2011)
- Arjen van der Kieft (2009–2011)
- Brecht Kramer (2010–2011)
- Rens Boekhoff (2010–2011)
- Robbert de Rijk (2010–2011)
- Hein Otterspeer (2010–2011)
- Bart van den Berg (2011–2012)
- Ben Jongejan (2011–2012)
- Bram Smallenbroek (2011–2012)
- Thom van Beek (2011–2013)
- Frank Hermans (2011–2013)
- Lucas van Alphen (2011–2015)
- Mariska Huisman (2012–2014)
- Jos de Vos (2012–2015)
- Rhian Ket (2013–2014)
- Ted-Jan Bloemen (2013–2014)
- Carlijn Achtereekte (2013–2014)
- Bob de Jong (2014–2015)
- Saori Toi (2014–2015)
- Nana Takagi (2014–2016)
- Shane Williamson (2014–2016)
- Linda de Vries (2014–2016)
- Diane Valkenburg (2015–2016)
- Jorien Voorhuis (2015–2016)
- Lisa van der Geest (2015–2016)
- Peter Groen (2015–2016)
- Yang Fan (2015–2016)
- Francesca Lollobrigida (2015–2016)
- Zhao Xin (2015–2016)
- Magnus Myhren Kristensen (2015–2016)
- Sun Longjiang (2015–2016)
- Reina Anema (2015–2016)